# The Ground Beneath Her Feet
The Ground Beneath Her Feet è un brano musicale del gruppo rock irlandese U2. Fu incluso nella colonna sonora del film The Million Dollar Hotel e pubblicato nel 2000 come singolo promozionale.
Il brano venne registrato insieme a Daniel Lanois alla pedal steel guitar. Nei crediti della canzone compare anche lo scrittore Salman Rushdie, dato che il testo proviene proprio dal suo romanzo La terra sotto i suoi piedi (titolo originale The Ground Beneath Her Feet).
Oltre ad essere contenuta nel CD della colonna sonora del succitato film, esiste in una delle versioni del coevo LP All That You Can't Leave Behind.
La canzone è stata prodotta da Brian Eno e Daniel Lanois, ed è stato scritta e composta da Bono anche se, come tutti i loro brani, risulta accreditata all'intera band.

## Formazione
- Bono - voce
- The Edge - chitarra, piano
- Adam Clayton - basso
- Larry Mullen Jr. - batteria, percussioni

Altri musicisti
- Daniel Lanois - pedal steel guitar
- Craig Armstrong - strumenti ad arco
- Leo Pearson - programmazione
- Danny Saber - programmazione